# Offingen (Uttenweiler)

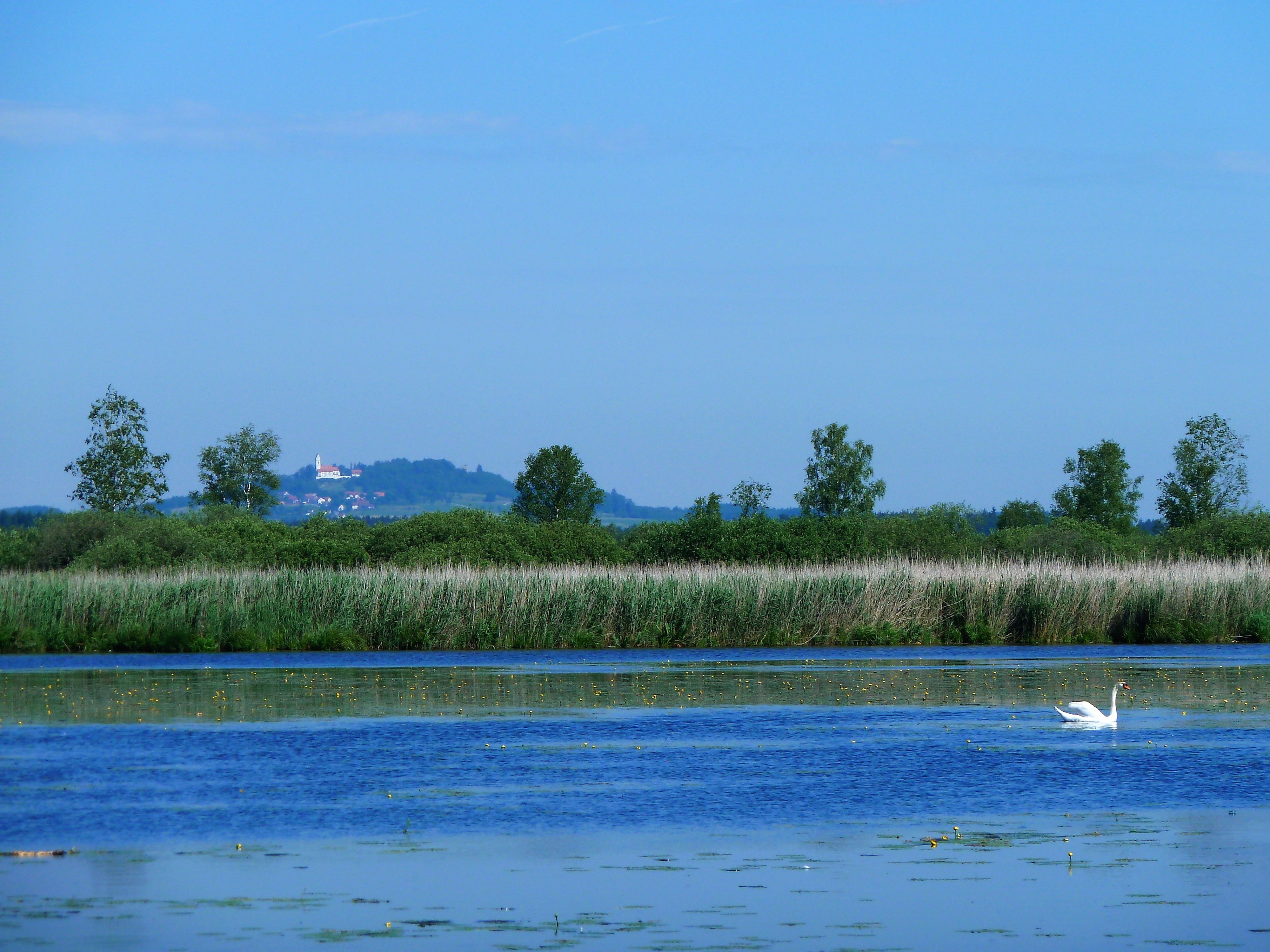
Offingen unterhalb des Bussens, 2012 (Aufnahmestandort Federsee)

Offingen ist ein Ortsteil von Uttenweiler, einer Gemeinde im Landkreis Biberach in Baden-Württemberg.

## Lage und Verkehrsanbindung

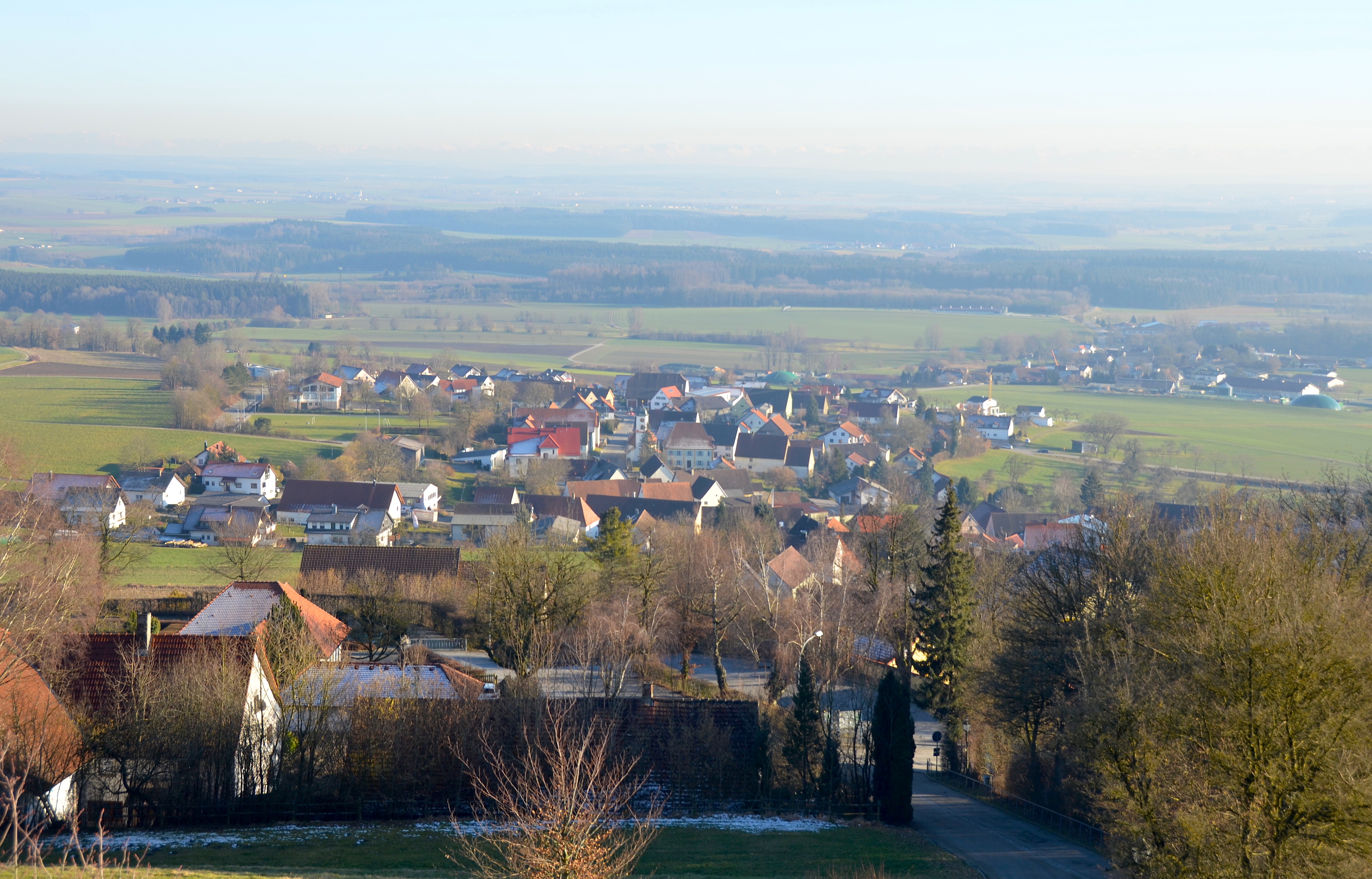
Offingen (Uttenweiler)

Offingen liegt am Bussen, einer weithin sichtbaren Erhebung in Oberschwaben.

## Geschichte
Offingen wurde 811 erstmals als „Tatinga“ erwähnt. Der Namensform nach könnte es schon während der alemannischen Landnahme im 5./6. Jahrhundert entstanden sein. Offingen hatte immer einen sogenannten „Bussinischen Anteil“ mit weltlicher Herrschaft, anfangs der Alaholfinger, Waldburger und später Thurn und Taxis. Der restliche Ort war geprägt von Besitzungen und Rechten der Klöster Reichenau, St. Gallen und zuletzt Zwiefalten. 1805/1806 geriet Offingen unter die württembergische Staatshoheit. Die Eingemeindung nach Uttenweiler erfolgte am 1. Oktober 1974.

## Sehenswürdigkeiten
- Bussen
- Burg Bussen
- St. Johannes Baptist auf dem Bussen